# Изыхские Копи
Изыхские Копи (хак. Ызых) — посёлок в Алтайском районе Хакасии. Расположен на реке Абакан.
Расстояние до административного центра района — села Белый Яр — 11 км, до ближайшей железнодорожной станции и аэропорта в Абакане — 36 км.
Население — 1431 человек (01.01.2004), в том числе русские — св. 90 %, хакасы, немцы, украинцы и др. Год основания — 1904. Основные предприятия: АО «Кирпичный завод Изых», Белоярский рыбокомбинат. Имеется начальная школа (1921), средняя общеобразовательная школа.

## История

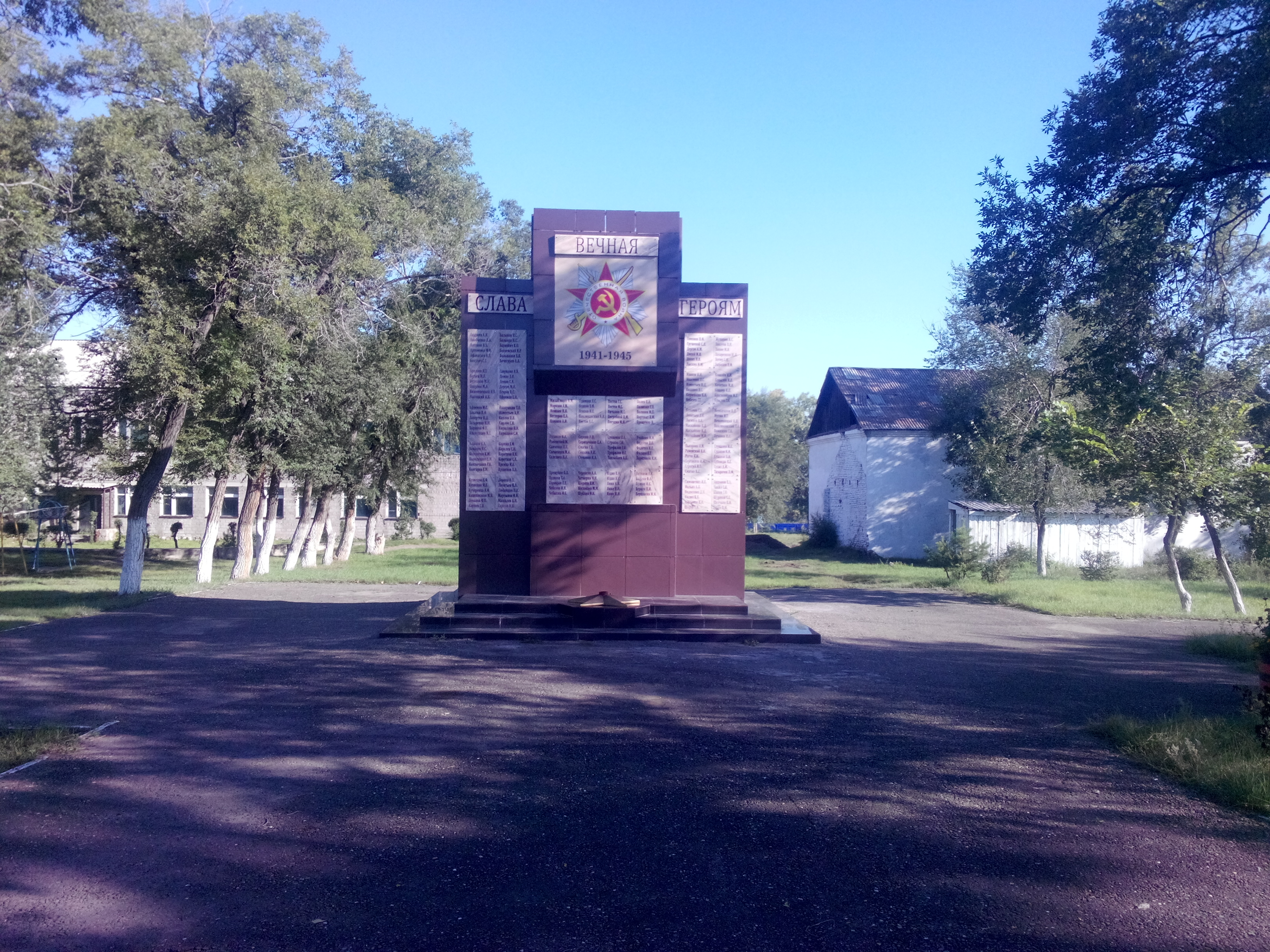
Памятник погибшим в Великую Отечественную войну

Первые сведения появились в 1772, когда П. С. Паллас обследовал выходы угольных пластов в береговом обрыве по р. Абакан, вблизи горы Изых. В 1875 сделана первая попытка использовать Изыхское месторождение каменного угля Абаканским железоделательным заводом. В 1881 газета «Восточное обозрение» писала: 

«По р. Абакан недалеко от устья его в горе Изых, найдены залежи каменного угля, которые, по отзывам людей довольно богаты по напластованию и находятся при таких условиях, что уголь прямо из копей грузится на суда».

 Разработка Изыхского месторождения началась в 1901 местными предпринимателям Узуновым, Пашенным и Поповым. Угледобыча велась примитивным. способом и составлял 200—300 пудов в год, рабочих не более 30 человек. Уголь вывозился зимой на лошадях по льду Абакана в г. Минусинск. Основными орудиями были кайла, лом, лопата. Доставляли уголь по выработкам в тачках по доскам, наверх поднимали в деревянных бадьях (вместительность 18-20 пудов) конными воротами на стальных канатах. В 1907—1911 работала Калягинская шахта, но добыча угля была незначительной. В 1912—1914 спрос на уголь повысился: этому способствовало строительство ж.д. по Транссибирской магистрали. После гражданской войны объём добычи стал возрастать и в 1925 достиг уровня 1913. Основная добыча угля Хакасии в предвоенные, военные и послевоенные годы производилась на Изыхских копях: в 1945 составила 40 тыс. т. С 1952 начались поиски участков более пригодных для добычи открытым способом и строительство Изыхских угольных карьеров. Изыхские шахты были закрыты в 1965.

## Население
| 2002  | 2010  | 2012  | 2013  | 2014  | 2015  | 2016  |
| ----- | ----- | ----- | ----- | ----- | ----- | ----- |
| 1368  | ↗1580 | ↘1571 | →1571 | ↗1601 | ↗1603 | ↗1616 |
| 2017  | 2018  | 2019  | 2020  | 2021  |       |       |
| ↘1608 | ↗1613 | ↘1591 | ↘1561 | ↘1220 |       |       |